# 二塩化バナドセン
二塩化バナドセン（にえんかバナドセン、Vanadocene dichloride）または、ジクロロビス(η5-2,4-シクロペンタジエン-1-イル)バナジウム、二塩化ジシクロペンタジエニルバナジウムは、化学式が(η5-C5H5)2VCl2（または省略してCp2VCl2）のメタロセンである。二塩化チタノセンの類似化合物であるが、価電子が1個付加しているため常磁性である。二塩化バナドセンは他の(C5H5)2V化合物の有用な前駆体である。

## 合成
Cp2VCl2はウィルキンソンとバーミンガムによって初めて合成された。NaC5H5とVCl4をTHF中で反応させ、クロロホルムと塩化水素で抽出、トルエンで再結晶することによって合成できる。

## 用途
二塩化チタノセンと同じく抗癌剤として現在調査中である。抗癌剤としてのメカニズムは解明されていないが、トランスフェリンと相互作用するのではないかと考えられている。